# Liga de Futebol de Martinica
A Liga de Futebol de Martinica (em francês: Ligue de football de la Martinique, ou LFM) é o orgão dirigente do futebol em Martinica. Ela é a responsável pela organização dos campeonatos disputados no país, bem como da Seleção Nacional.